# Campeonato Asiático de Handebol Feminino de 2006
O Campeonato Asiático de Handebol Feminino de 2006 foi a décima primeira edição do principal campeonato de andebol (português europeu) ou handebol (português brasileiro) feminino do continente asiático. A China foi o país sede e os jogos ocorreram na cidade de Guangzhou.
A Coreia do Sul foi campeã pela nona vez, com a China segundo e o Japão terceiro.